# Trio-Nunatakker
Die Trio-Nunatakker umfassen drei Nunatakker im ostantarktischen Viktorialand. Sie ragen an der Südflanke des David-Gletschers unmittelbar westlich der Einmündung des Hollingsworth-Gletschers auf.
Die Südgruppe der New Zealand Geological Survey Antarctic Expedition (1962–1963) kartierte und benannte diese Gebirgsgruppe.